# Mariano de Guillamas
Mariano Patricio de Guillamas y Galiano  (Valladolid, 17 de marzo de 1801 - Madrid, 7 de agosto de 1863) fue un político y aristócrata español, IX Marqués de San Felices y VII conde de Alcolea de Torote.
Hombre de Estado adscrito a la causa constitucional a la que prestó servicios, integrado en las instituciones, fue Prócer del Reino, ocupó cargos de diputado y senador por la provincia de Segovia (electo y vitalicio) entre los años 1834 y 1863.

## Obras
Entre sus obras principales figuran:
- Memoria sobre espíritu de asociación aplicado a la agricultura, a la industria y al comercio. (Palma, 1837)
- Estadística judicial de las islas Baleares (Palma, 1840)
- Estadística criminal de Cataluña (Madrid, 1844)
- Causas políticas célebres del siglo XIX (Madrid, 1845)
- Reseña histórica del origen y fundación de las órdenes militares, y Bula de incorporación a la Corona de España (Madrid, 1851)
- De las órdenes militares de Calatrava, Santiago, Alcántara y Montesa, o sea comentarios a los artículos del Concordato recientemente celebrado por S. M. la reina de España con la Santa Sede, relativo a la jurisdicción, territorio y bienes de aquellas (Madrid, 1852)